# Detroit Lions
Detroit Lions este o echipă de fotbal american cu sediul în Detroit, Michigan. Ei sunt membri a Diviziei de Nord a National Football Conference (NFC) din National Football League (NFL). Meciurile de acasă le joacă pe Ford Field în Downtown Detroit.
Lions au câștigat patru Campionate NFL, ultimul în 1957, astfel clubul fiind al doilea după Arizona Cardinals la numărul de ani de secetă.